# Cisticola angusticauda
El cistícola colifino (Cisticola angusticauda) es una especie de ave paseriforme de la familia Cisticolidae propia del este de África.

## Distribución y hábitat
Se encuentra en las sabanas de Kenia, Malawi, Mozambique, Ruanda, Tanzania, Uganda, Zambia y el sudoeste de la República Democrática del Congo.